# Kasteelpark Verloren Bos
Het Verloren Bos, officieel het Kasteelpark Verloren Bos, is een cultuur- en natuurhistorisch belangrijk gebied en park aan het centrum van de Oost-Vlaamse stad Lokeren. Een aantal bosplanten komen in het gebied voor, zoals rankende helmbloem en kleine duizendknoop.

## Ligging
Het Verloren Bos grenst aan het gebied De Buylaers, maar in tegenstelling tot de Buylaers betreft het hier een voormalig stuifzandgebied. In 1899-1900 werd hier het Kasteel Verloren Bos gebouwd, en het Verloren Bos is feitelijk het park van het kasteel. Dit park werd in landschapsstijl ontworpen en bevatte onder meer een aantal vijvers, een folly en een ijskelder.

## Geschiedenis
In 1955 werd in de omgeving een pompstation aangelegd, waardoor diverse vijvers verdwenen.
In 1978 werd het park door de gemeente aangekocht om omgevormd te worden tot stadspark.